# 王奇敏
王奇敏（1965年9月—），男，中华人民共和国外交官，曾任中华人民共和国驻利比亚大使馆临时代办，现任中华人民共和国驻吉达总领事。

## 生平
1987年，毕业于上海外国语大学阿拉伯语言文学专业，进入中华人民共和国外交部工作。历任驻也门大使馆三秘、驻利比亚大使馆二秘、驻卡塔尔大使馆一秘、驻也门大使馆政务参赞、驻苏丹大使馆参赞、驻吉达总领事馆副总领事、外交部西亚北非司参赞、驻利比亚大使馆参赞，并自2017年7月起担任驻利比亚大使馆临时代办。2023年1月，自驻利比亚大使馆临时代办离任。2023年4月，出任中华人民共和国驻吉达总领事。
2011年利比亚爆发反卡扎菲内战后，中国政府曾向全国过渡委员会所在地班加西派遣以王奇敏为组长的驻班加西临时工作组。

## 家庭
已婚。